# هارولد بيرس
هارولد بيرس (1 أبريل 1884 - 19 مايو 1939) (بالإنجليزية: Harold Pearce)‏ هو لاعب كريكت بريطاني.